# Hortoneda (Conca de Dalt)
Hortoneda, también llamada Hortoneda de la Conca, como el antiguo municipio, es un pueblo español del antiguo término del mismo nombre, del actual municipio de Conca de Dalt, en el Pallars Jussá.
Junto con Herba-savina, Mas de Vilanova o Vilanoveta y Pessonada formaba aquel municipio de Hortoneda de la Conca.
El pueblo de Hortoneda nació alrededor del castillo de Hortoneda, del cual debió de ser pueblo castral. Al sudeste de la población se fue formando con el tiempo un segundo núcleo, nacido como arrabal de Hortoneda, llamado Segalars. Se encuentra encaramado en lo alto de un cerro a casi 1.000 m s. n. m. en un lugar prominente, con unas notables vistas sobre la sierra del Boumort, el valle de la Noguera Pallaresa y todo el conjunto de la subcomarca de la Cuenca de Dalt. Por descontado, también sobre la mayor parte del municipio llamado Conca de Dalt, al cual pertenece.
La iglesia parroquial está dedicada a santa María. Era un notable ejemplar del románico por su campanario octogonal encima del crucero de la iglesia, pero fue derrumbado hacia la mitad del siglo XX a causa de la inminente caída que se preveía por su precario estado de conservación.

## Geografía humana

### Demografía
| Gráfica de evolución demográfica de Ortoneda (Pdo. de Tremp) entre 1842 y 1960 |
| |
| Población de derecho según los censos de población del INE Población de hecho según los censos de población del INEEntre el censo de 1857 y el anterior, crece el término del municipio porque incorpora a 255150 (Ercasabiña), 255287 (Personada) Entre el censo de 1970 y el anterior, este municipio desaparece porque se integra en el municipio 25161 (Pallars Jusá) |

Ha sido un pueblo pequeño a lo largo de su historia. En 1970 tenía 93 habitantes, 51 en 1981, y 32 en 2006. Después ha experimentado una cierta recuperación, y en 2007 eran ya 44.
Pertenecían a Hortoneda la iglesia románica de San Cristóbal de Montpedrós, situada unos 5 km al este del pueblo, la antigua cuadra de Llania y el caserío diseminado de Segan, en la cabecera del torrente de Llabro.

## Etimología
Joan Coromines explica el origen de Hortoneda como derivado del nombre común prerromano Artone, nombre de una planta, que daría un Artó transformado en Hortó por la semejanza con el nombre común procedente del latín hort.

## Historia

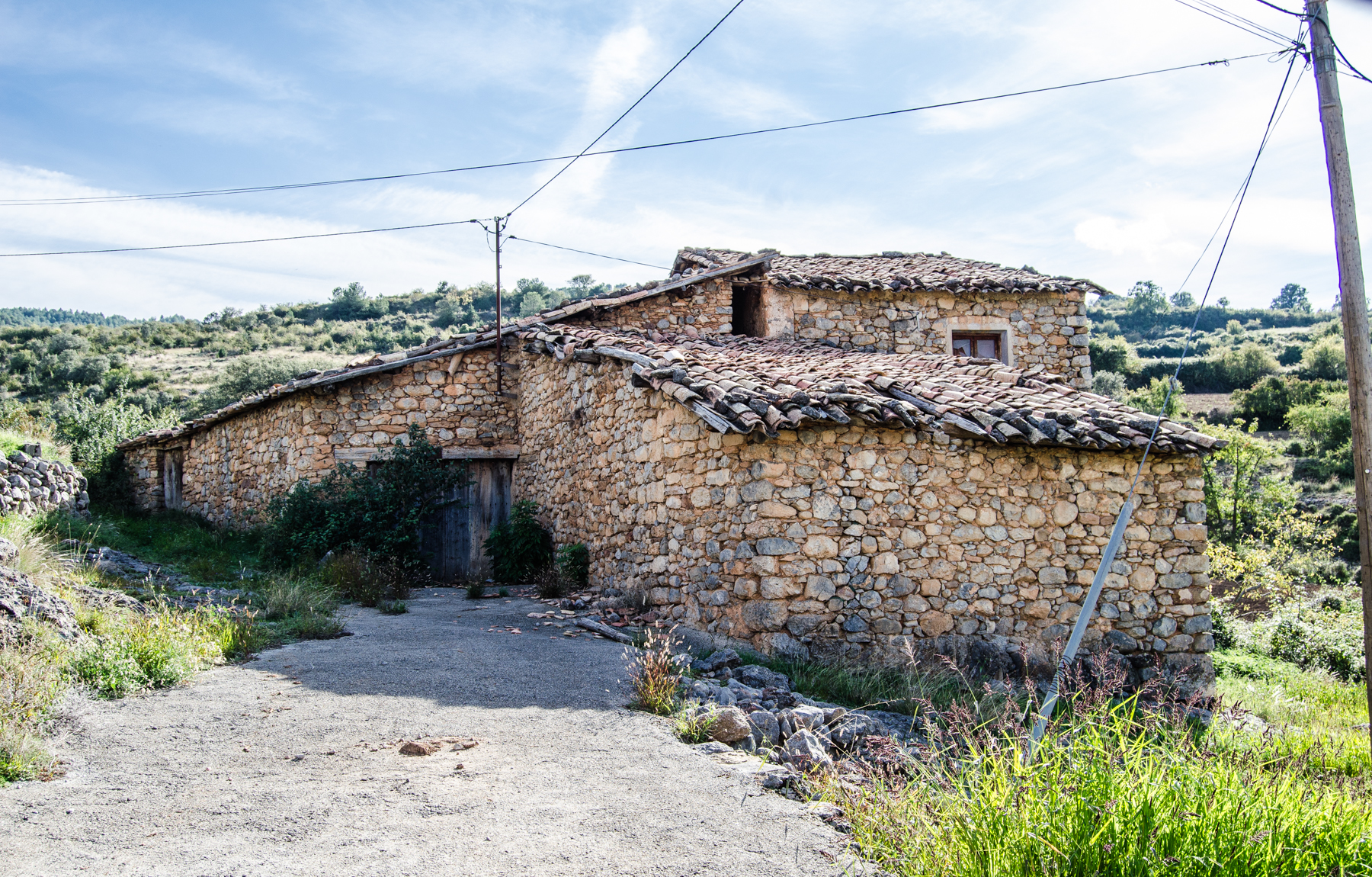
Construcción en piedra seca en Segalars.

Hortoneda tiene su artículo en el Diccionario geográfico... de Pascual Madoz, de 1845 Según este autor, Ortoneda está situada encima de una roca, ventilada por todos los lados y con un clima muy sano. Tenía 38 casas miserables que formaban calles, en parte llanas y en parte empinadas, muy brutas. La iglesia se encontraba fuera del pueblo, con cementerio anexo. Fuentes de buena calidad pero con poca agua rodeaban el pueblo. El terreno era áspero, cortado y de mala calidad. De secano solo había algunos huertos pequeños, regados con el agua de algunas fuentes. Había buenos bosques de pinos, enebros y encinas, pero se talaron y casi no queda nada para madera, pero sí mucha leña, que aprovechaban los vecinos para vender y asegurarse la subsistencia. Se producía cebada, patatas y lana. El ganado, ovejas para lana, cabras, vacas, mulas, asnos y cerdos. Poca caza pero con abundancia de lobos y otros animales perjudiciales. La población estaba formada por 47 vecinos (cabezas de familia) y 151 ánimas (habitantes).

## Leyendas
Como otros lugares del entorno de Collegats, Hortoneda tiene su leyenda: Las Encantadas de Hortoneda (en catalán: Les Encantades d'Hortoneda), recogida por Pep Coll, hijo del vecino pueblo de Pessonada:

Al pie del camino de Baiarri, en un serrado delante del pueblo, están los restos de la Cabañita de las Encantadas, donde por las noches se organizaba un guirigay considerable, ya que era el lugar de encuentro de todas las brujas de los alrededores. Las de Hortoneda iban a hablar con el rector para hallar una solución a aquel ajetreo diario. El capellán recomendó tocar cada día las campanas con el toque de oración a la hora conveniente, y al cabo de poco tiempo las mujeronas que se reunían en la cabaña fueron desapareciendo. Las campanas de Hortoneda todavía hoy día -dicen- tocan cada día a oración, además de los toques preceptivos de la misa dominical.

Una segunda leyenda, más moderna, está recogida por el mismo autor. La contó Pepe del Músic. Decía que en el tablón de  anuncios del ayuntamiento de Conca de Dalt -o Pallars Jussá, o el Pont de Claverol, según las épocas-, situado en la fachada de las antiguas escuelas del pueblo, los edictos u otros textos oficiales desaparecían al cabo de poco de ser colgados. Todos los vecinos estaban muy intrigados por los hechos y ya comenzaban a atribuirlo al retorno de las brujas de la cabañita o a los anarquistas de antes de la guerra, cuando alguien observó casualmente qué pasaba: cuando las cabras llevadas por Toni pasaban por aquel lugar, el macho cabrío se dirigía y, en un abrir y cerrar de ojos, se alzaba sobre las patas traseras y mordía el papel oficial. El macho se había comido la tinta del documento oficial.

### Vistas de Hortoneda

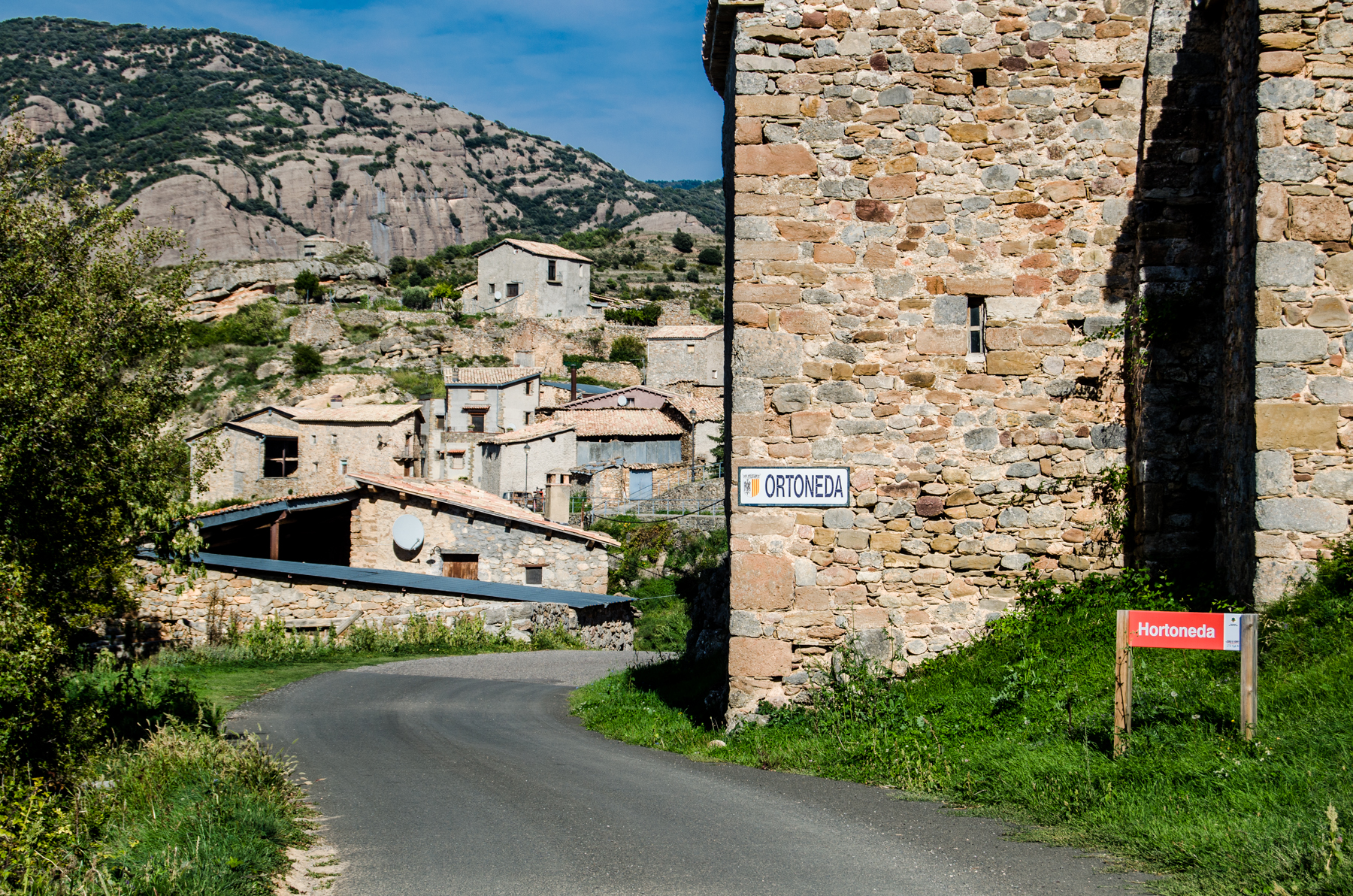
Acceso al pueblo.
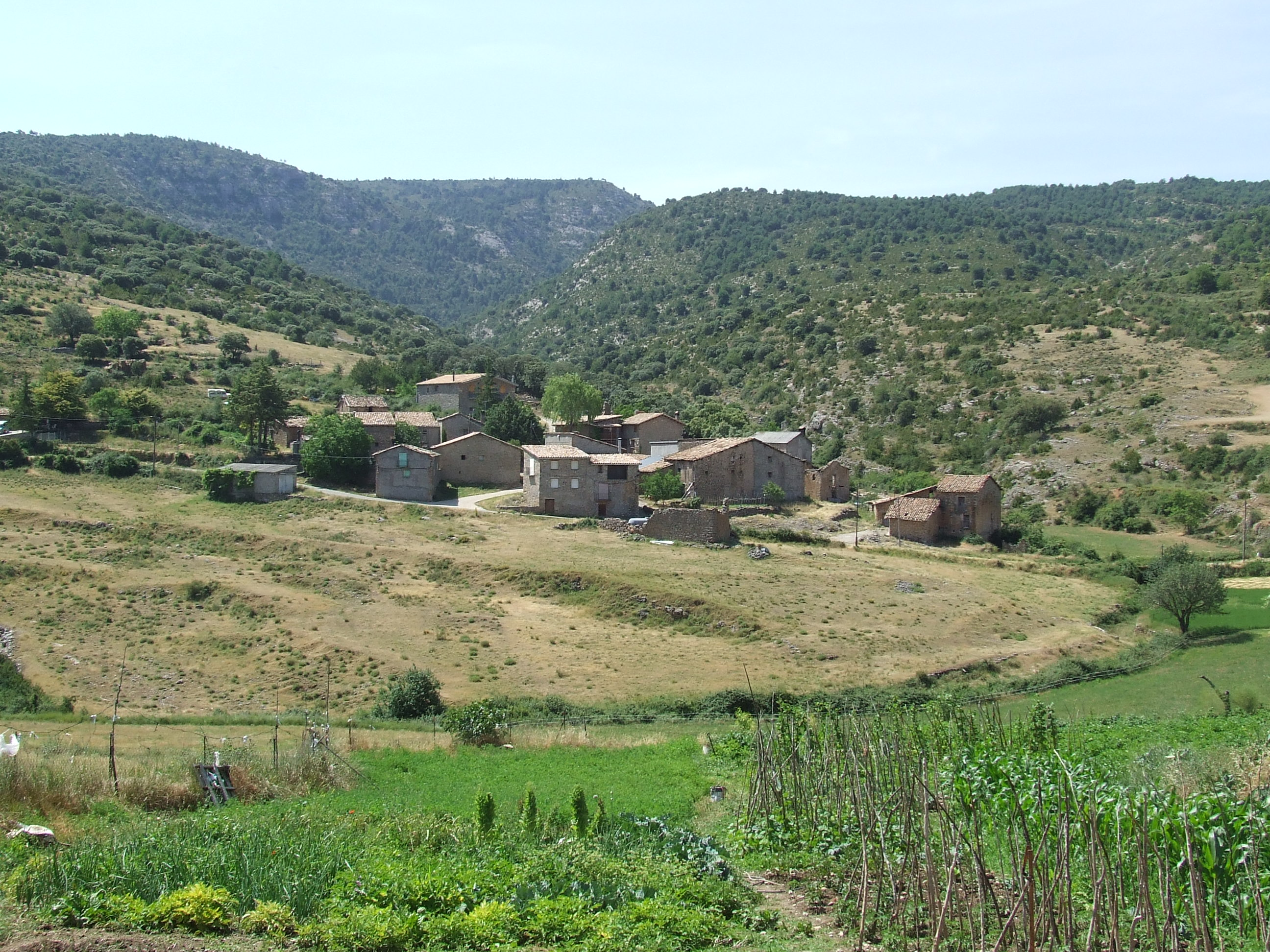
Segalars, barrio de Hortoneda.
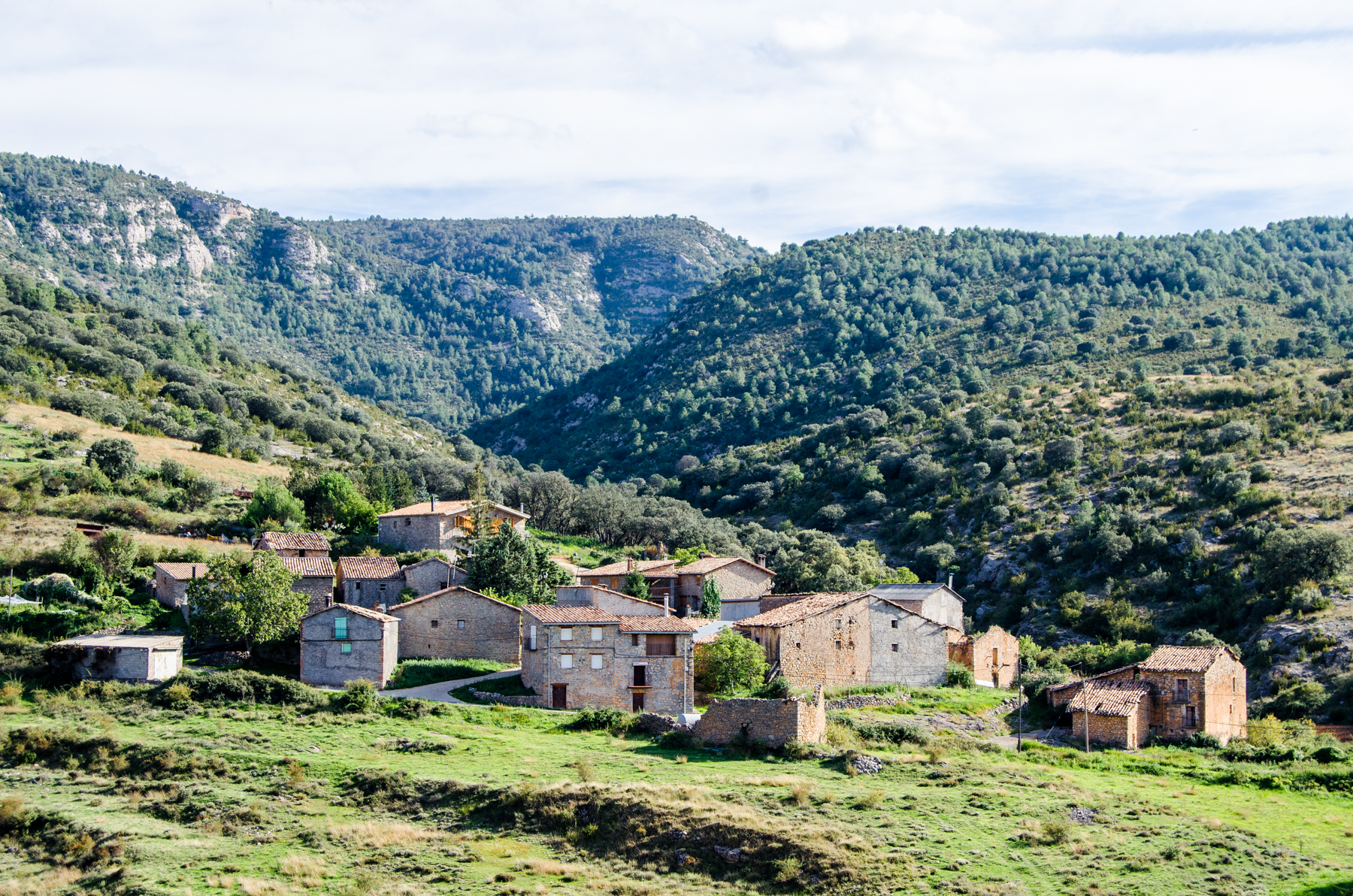
Segalars, detalle.
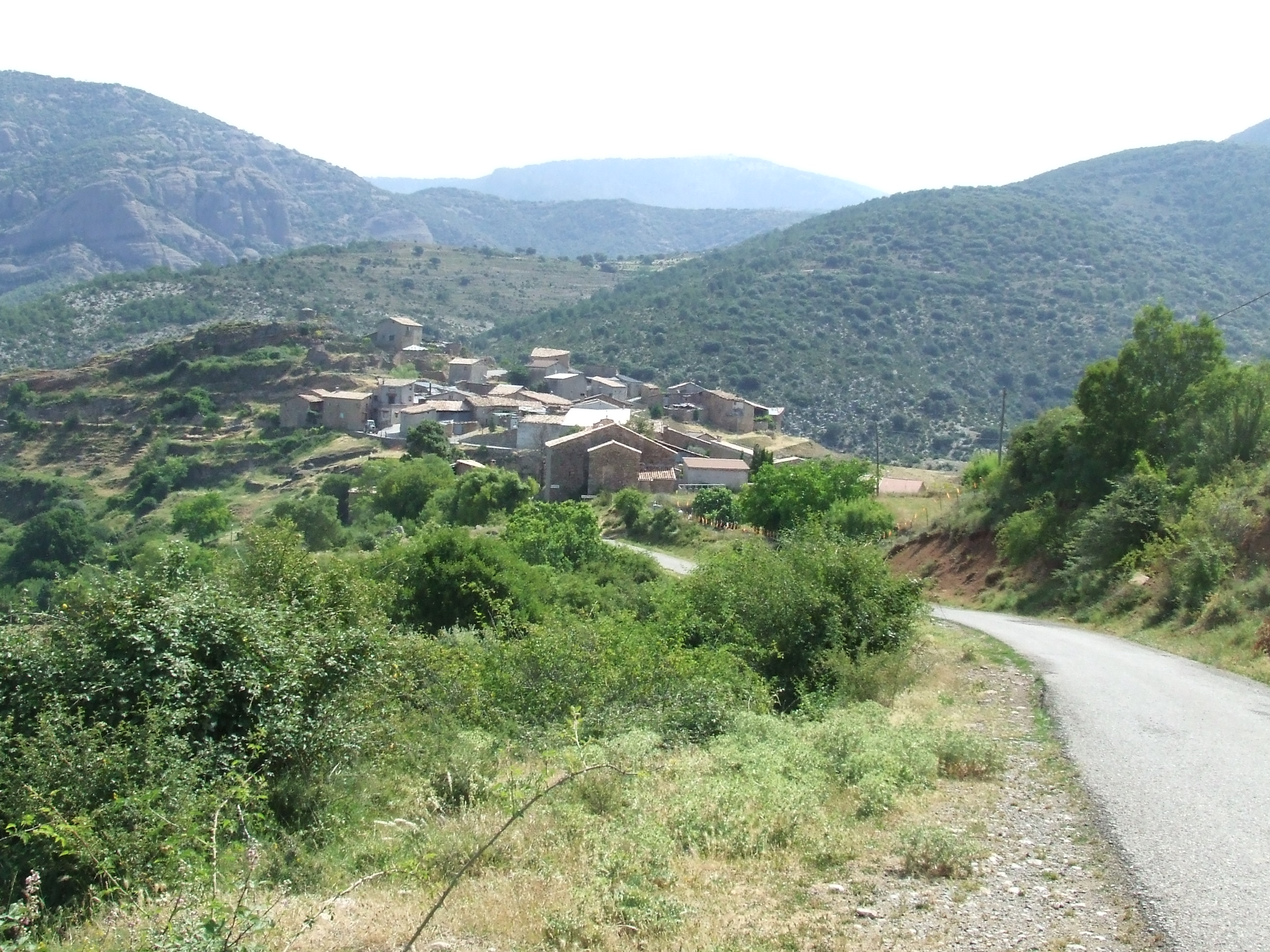
Hortoneda desde el sudoeste.

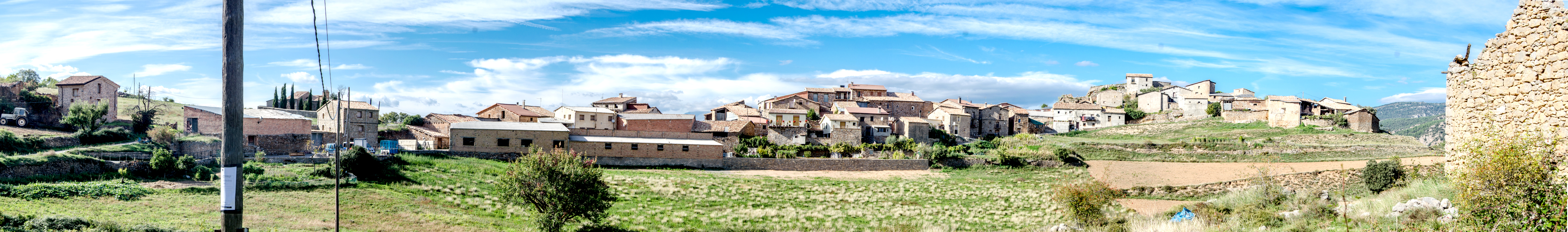
Panorámica de Hortoneda visto desde el barrio de Segalars.

## Patrimonio

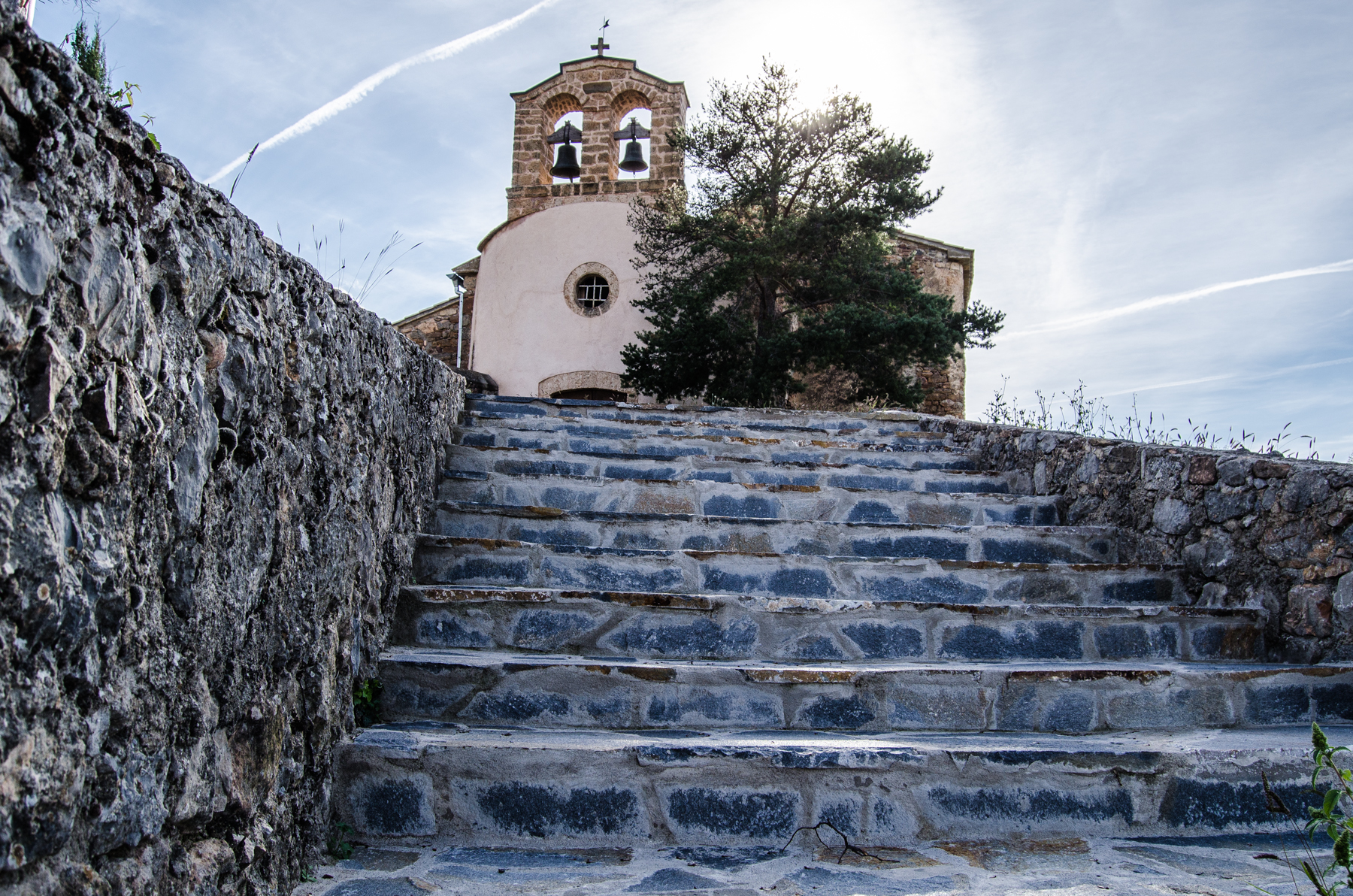
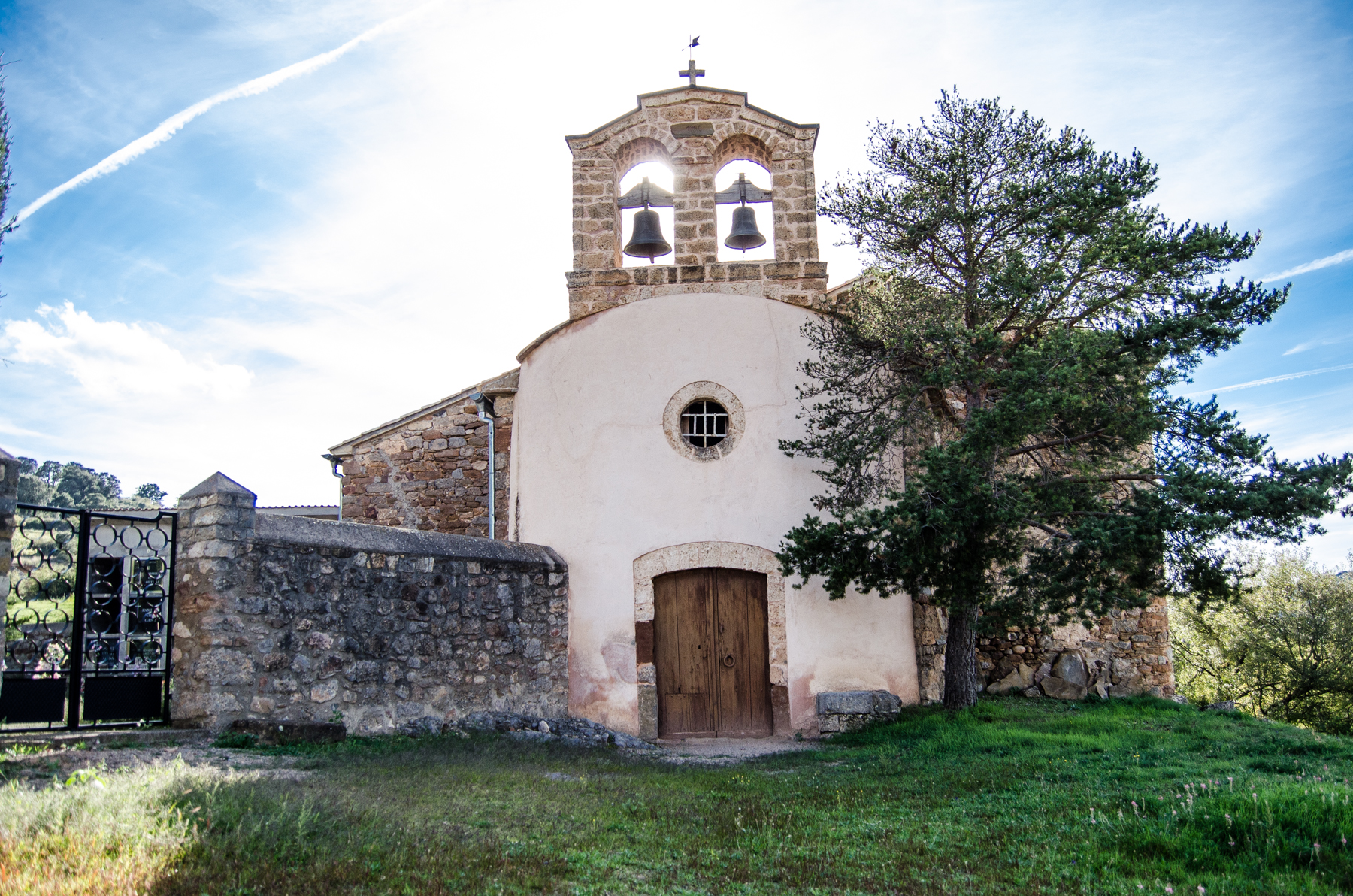
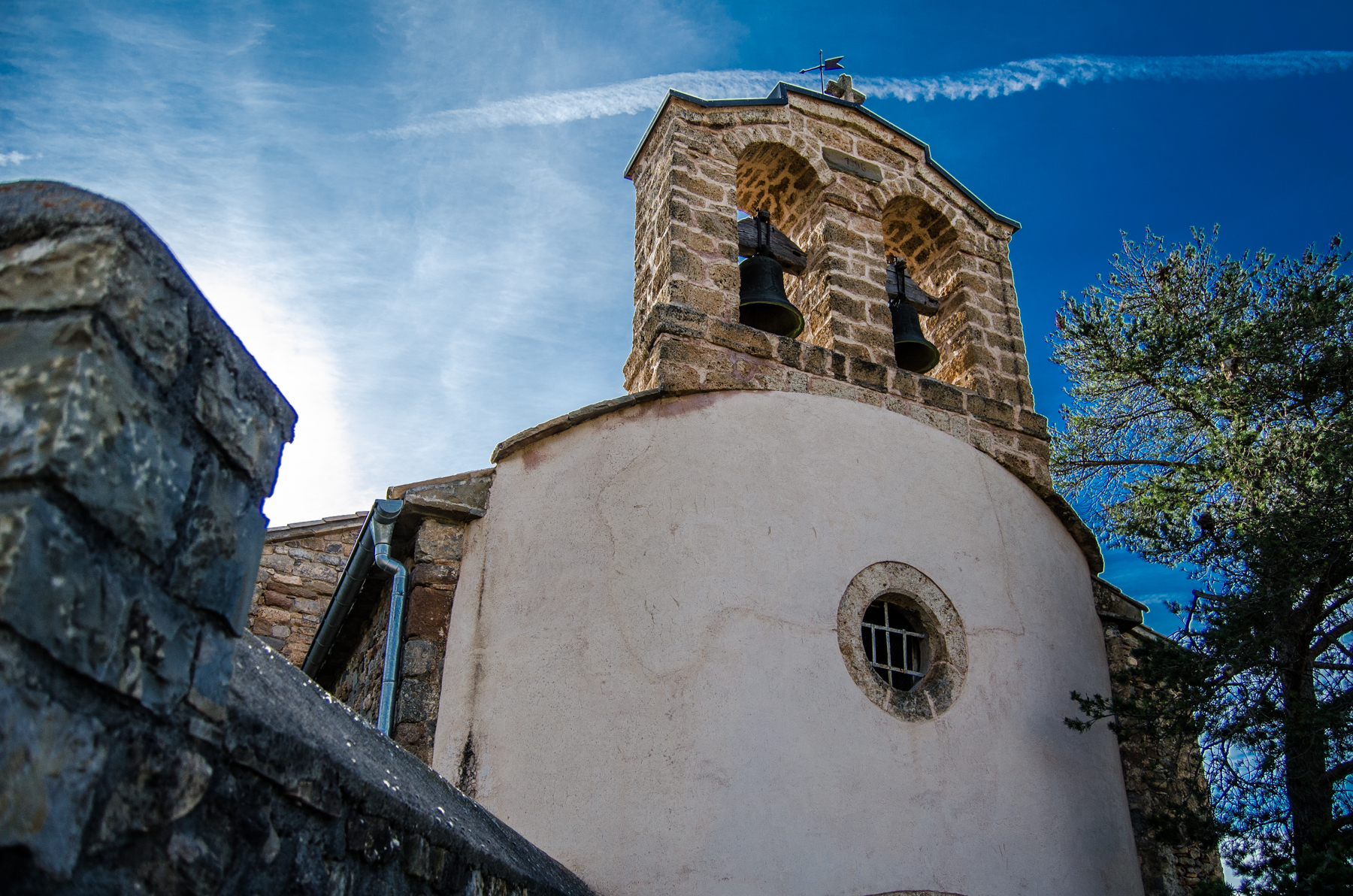

Iglesia Románica de Santa María de Hortoneda
Castillo de Hortoneda
Roc de Santa (Peña de Santa)De roca conglomerado, se eleva en uno de los extremos de la Reserva Natural de Boumort. Sus formas recuerdan al Macizo de Montserrat y es uno de los símbolos de Hortoneda.

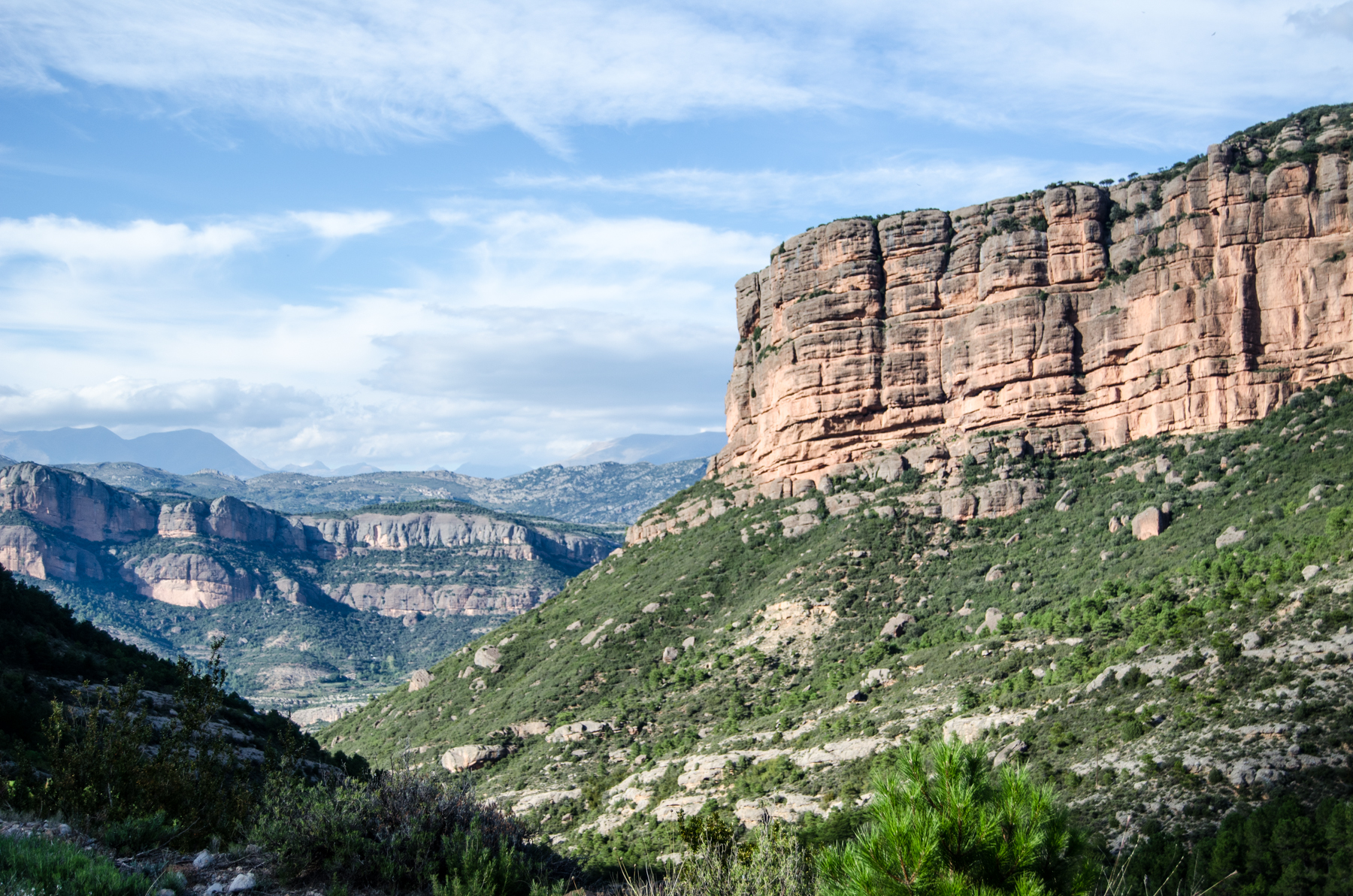
Peña de Santa, a la derecha. Cara oeste.
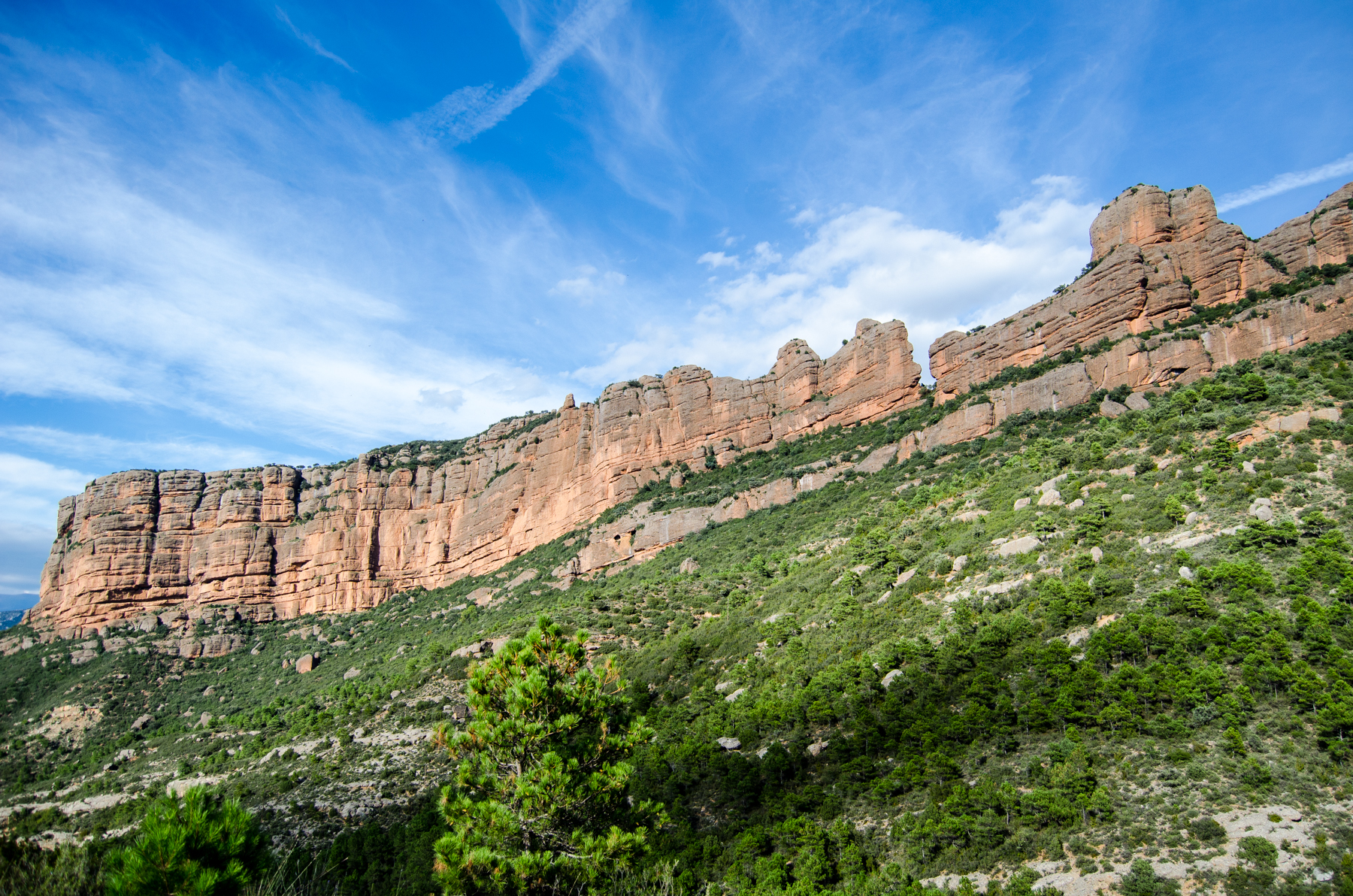
Peña de Santa. Cara oeste.

## Ocio
Ruta de Cap de BoumortLa ruta comienza en Hortoneda